# 芒果頂背節蜱
芒果頂背節蜱（学名：Tegonotus mangiferae）为節蜱科頂背節蜱屬下的一个种。